# Johannes Boehlau
Johannes Boehlau. född den 30 september 1861 i Halle, död den 24 september 1941 i Göttingen, var en tysk klassisk arkeolog, son till Hugo Böhlau.
Boehlau genomgick gymnasiet i Rostock och påbörjade 1880 sina studier i klassisk filologi och arkeologi där. Efter en termin i Bonn fortsatte Boehlau 1882 studierna i Würzburg, dit hans far hade kallats. År 1884 promoverades Boehlau i Rostock på dissertationen Quaestiones de re vestiaria Graecorum (Undersökningar av grekernas klädedräkt), som utgavs på hans farbror Hermann Böhlaus förlag. 
Efter studierna erhöll Boehlau ett resestipendium från Deutsches Archäologisches Institut för året 1885/1886, som möjliggjorde en vistelse i Mindre Asien och Grekland. Några veckor tillbragte han vid utgrävningarna i Pergamon. År 1891 kallades han till Museum Fridericianum i Kassel, där posten som direktor var vakant efter Eduard Pinders död (1890). Boehlau fick först titeln direktorialassistent och blev 1902 utnämnd till direktor. 
Tre gånger fick han tjänstledigt för arbete på fältet: 1894 på Samos, 1902 i Larissa, 1907 på Lesbos. Efter sin pensionering 1928 fortsatte Boehlau utgrävningarna i Larissa (tillsammans med Lennart Kjellberg och Karl Schefold).